# Tercera Federación - Grupo XVII 2022-23
La temporada 2022-23 del Grupo XVII de la Tercera Federación de fútbol comenzó el 11 de septiembre de 2022 y finalizó el 23 de abril de 2023. Posteriormente se disputa la promoción de ascenso entre el 30 de abril y el 21 de mayo en su fase territorial, y para finalizar en su fase nacional entre el 28 de mayo y el 4 de junio. Durante esta campaña es el quinto nivel de las Ligas de fútbol de España para los clubes de Aragón, por debajo de la Segunda Federación y por encima de la Regional Preferente de Aragón. Se trata de la segunda edición tras la restructuración de las categorías no profesionales por parte de la RFEF a causa de la pandemia global causada por el Coronavirus; y es la quinta categoría a nivel nacional.

## Sistema de competición
Participan dieciséis clubes encuadrados en un único grupo. Se enfrentan todos contra todos en dos ocasiones -una en campo propio y otra en campo contrario- durante un total de 30 jornadas. El orden de los encuentros se decide por sorteo antes de empezar la competición. La Federación Aragonesa de Fútbol es la responsable de designar las fechas de los partidos y los árbitros de cada encuentro, reservando al equipo local la potestad de fijar el horario exacto de cada encuentro.
Una vez finalizada la competición, el primer clasificado asciende directamente a Segunda Federación y se proclama campeón de Tercera Federación.
Los clasificados entre el segundo y el quinto lugar disputan un Play Off territorial en formato de eliminatorias a doble partido ida y vuelta. En caso de empate el vencedor de la eliminatoria es el equipo mejor clasificado. El equipo vencedor de este Play Off se clasifica a la Promoción de ascenso a Segunda Federación que tiene carácter de final interterritorial.
Los tres últimos clasificados descendían directamente a Regional Preferente de Aragón; pero en el mes de mayo y una vez finalizada la temporada se anunció el acuerdo de la ampliación de la categoría, pasando de dieciséis a dieciocho equipos en cada uno de los grupos de Tercera Federación. En el mes de junio la RFEF lo confirmó en una circular, anunciando que las dos plazas vacantes deben ser propuestas por las federaciones territoriales y aprobadas por la RFEF, amparándose en los artículos 119 y 217 del Reglamento General en los que se da prioridad a los equipos que hayan ocupado puestos de descenso en esta categoría.

## Ascensos y descensos
| Pos. | Ascendidos a 2ª Federación |
| ---- | -------------------------- |
| 1º   | RZ Deportivo Aragón        |
| 2º   | Utebo F. C.                |

| Pos. | Descendidos de 2.ª División RFEF |
| ---- | -------------------------------- |
| 17º  | S. D. Huesca "B"                 |
| 18º  | S. D. Ejea                       |

| Pos.  | Acendidos de Regional Preferente |
| ----- | -------------------------------- |
| 1º G1 | C. D. J. Tamarite                |
| 1º G2 | A. D. Almudévar                  |
| 1º G3 | C. D. Utrillas                   |
| 2º G3 | C. D. La Almunia                 |

| Pos. | Descendidos a Regional Preferente |
| ---- | --------------------------------- |
| 13.º | C. D. Belchite 97                 |
| 14.º | C. F. Santa Anastasia             |
| 15.º | S. D. Borja                       |
| 16.º | C. D. Giner Torrero               |
| 15.º | U. D. Biescas                     |

## Equipos

### Listado de equipos
| Equipo             | Localidad                 | Estadio                      | Capacidad |
| ------------------ | ------------------------- | ---------------------------- | --------- |
| A. D. Almudévar    | Almudévar                 | La Corona                    | 2.000     |
| Atlético de Monzón | Monzón                    | Isidro Calderón              | 5.000     |
| U. D. Barbastro    | Barbastro                 | Municipal de Deportes        | 4.700     |
| C. D. Binéfar      | Binéfar                   | Los Olmos                    | 1.250     |
| C. F. Calamocha    | Calamocha                 | Polideportivo Jumaya         | 1.000     |
| C. D. Cariñena     | Cariñena                  | La Platera                   | 1.000     |
| C. D. Caspe        | Caspe                     | Los Rosales                  | 1.000     |
| C. D. Cuarte       | Cuarte de Huerva          | Nuevo Municipal              | 2.000     |
| S. D. Ejea         | Ejea de los Caballeros    | Municipal de Ejea            | 2.231     |
| C. F. Épila        | Épila                     | La Huerta                    | 1.200     |
| S. D. Huesca "B"   | Huesca                    | Complejo Deportivo San Jorge | 1.000     |
| C. F. Illueca      | Illueca                   | Papa Luna                    | 1.000     |
| C. D. La Almunia   | La Almunia de Doña Godina | Tenerías                     | 1.500     |
| C. D. Robres       | Robres                    | San Blas                     | 1.000     |
| C. D. J. Tamarite  | Tamarite de Litera        | La Colomina                  | 800       |
| C. D. Utrillas     | Utrillas                  | La Vega                      | 2.500     |

| Almudévar At. Monzón Barbastro Binéfar Calamocha Cariñena Caspe Cuarte Ejea Épila Huesca "B" Illueca La Almunia Robres Tamarite Utrillas |

### Equipos por Provincia
| N.º | Provincia | Equipos                                                                                   |
| --- | --------- | ----------------------------------------------------------------------------------------- |
| 7   | Huesca    | A. D. Almudévar, Monzón, Barbastro, Binéfar, S. D. Huesca "B", Robres y C. D. J. Tamarite |
| 7   | Zaragoza  | Cariñena, Caspe, Cuarte, S. D. Ejea, Épila, Illueca y C. D. La Almunia                    |
| 2   | Teruel    | Calamocha y Utrillas                                                                      |

## Clasificación
| Pos. | Equipo               | Pts. | PJ | G  | E  | P  | GF | GC | Dif. |                                                         |
| ---- | -------------------- | ---- | -- | -- | -- | -- | -- | -- | ---- | ------------------------------------------------------- |
| 1    | C. D. Robres (C, D)  | 60   | 30 | 18 | 6  | 6  | 48 | 29 | +19  | Descenso a Regional Preferente                          |
| 2    | U. D. Barbastro (A)  | 53   | 30 | 15 | 8  | 7  | 45 | 25 | +20  | Ascenso a Segunda Federación y Copa del Rey             |
| 3    | S. D. Huesca "B"     | 51   | 30 | 16 | 3  | 11 | 54 | 33 | +21  | Play-off de ascenso a Segunda Federación                |
| 4    | S. D. Ejea           | 48   | 30 | 13 | 9  | 8  | 47 | 33 | +14  | Play-off de ascenso a Segunda Federación y Copa del Rey |
| 5    | C. D. J. Tamarite    | 48   | 30 | 15 | 3  | 12 | 44 | 41 | +3   | Play-off de ascenso a Segunda Federación                |
| 6    | A. D. Almudévar      | 47   | 30 | 13 | 8  | 9  | 36 | 28 | +8   | Play-off de ascenso a Segunda Federación                |
| 7    | C. F. Illueca        | 47   | 30 | 13 | 8  | 9  | 37 | 38 | −1   |                                                         |
| 8    | C. F. Épila          | 41   | 30 | 10 | 11 | 9  | 35 | 29 | +6   |                                                         |
| 9    | C. D. Utrillas       | 39   | 30 | 9  | 12 | 9  | 33 | 38 | −5   |                                                         |
| 10   | C. F. Calamocha      | 38   | 30 | 10 | 8  | 12 | 23 | 26 | −3   |                                                         |
| 11   | C. D. Binéfar        | 37   | 30 | 11 | 4  | 15 | 42 | 38 | +4   |                                                         |
| 12   | C. D. Caspe          | 36   | 30 | 8  | 12 | 10 | 30 | 39 | −9   |                                                         |
| 13   | C. D. Cuarte         | 35   | 30 | 7  | 14 | 9  | 27 | 34 | −7   |                                                         |
| 14   | Atlético de Monzón   | 28   | 30 | 6  | 10 | 14 | 24 | 33 | −9   |                                                         |
| 15   | C. D. Cariñena       | 24   | 30 | 5  | 9  | 16 | 34 | 65 | −31  |                                                         |
| 16   | C. D. La Almunia (D) | 22   | 30 | 5  | 7  | 18 | 34 | 64 | −30  | Descenso a Regional Preferente                          |

Actualizado a los partidos jugados el 23 de abril de 2023.
 Fuente: Resultados de Fútbol
Notas:
1. ↑  El C. D. Robres, pese a ser campeón de grupo, no podrá ascender al ser equipo filial del C. D. Ebro, equipo que compitió esta temporada en Segunda Federación, y que descendió a Tercera Federación, arrastrando al C. D. Robres a la Regional Preferente de Aragón.

### Evolución de la clasificación
| Jornada            | 1  | 2  | 3  | 4  | 5  | 6  | 7  | 8  | 9  | 10 | 11 | 12 | 13 | 14 | 15 | 16 | 17 | 18 | 19 | 20 | 21 | 22 | 23 | 24 | 25 | 26 | 27 | 28 | 29 | 30 |
| Equipo             |    |    |    |    |    |    |    |    |    |    |    |    |    |    |    |    |    |    |    |    |    |    |    |    |    |    |    |    |    |    |
| ------------------ | -- | -- | -- | -- | -- | -- | -- | -- | -- | -- | -- | -- | -- | -- | -- | -- | -- | -- | -- | -- | -- | -- | -- | -- | -- | -- | -- | -- | -- | -- |
| C. D. Robres       | 3  | 10 | 8  | 7  | 9  | 9  | 11 | 9  | 9  | 8  | 7  | 5  | 3  | 5  | 4  | 5  | 7  | 5  | 4  | 2  | 1  | 1  | 2  | 2  | 1  | 1  | 1  | 1  | 1  | 1  |
| U. D. Barbastro    | 12 | 6  | 9  | 9  | 7  | 6  | 6  | 5  | 6  | 9  | 10 | 8  | 8  | 8  | 7  | 7  | 6  | 7  | 8  | 7  | 7  | 7  | 7  | 6  | 4  | 4  | 4  | 3  | 3  | 2  |
| S. D. Huesca "B"   | 8  | 4  | 4  | 5  | 5  | 3  | 5  | 6  | 4  | 3  | 3  | 2  | 4  | 3  | 5  | 2  | 3  | 2  | 1  | 1  | 2  | 2  | 1  | 1  | 2* | 2* | 2* | 2  | 2  | 3  |
| S. D. Ejea         | 11 | 5  | 7  | 11 | 12 | 10 | 9  | 8  | 8  | 7  | 8  | 9  | 6  | 6  | 6  | 6  | 4  | 3  | 6  | 4  | 3  | 3  | 3  | 3  | 3* | 3* | 3* | 4  | 4  | 4  |
| C. D. J. Tamarite  | 2  | 11 | 5  | 3  | 3  | 5  | 4  | 4  | 3  | 2  | 2  | 4  | 5  | 4  | 3  | 3  | 2  | 4  | 2  | 5  | 4  | 4  | 4  | 4  | 5  | 5  | 5  | 5  | 5  | 5  |
| A. D. Almudévar    | 1  | 1  | 1  | 1  | 2  | 4  | 2  | 3  | 5  | 5  | 6  | 7  | 9  | 9  | 9  | 8  | 8  | 8  | 7  | 8  | 8  | 8  | 8  | 8  | 8  | 8  | 8  | 6  | 6  | 6  |
| C. F. Illueca      | 16 | 7  | 10 | 10 | 10 | 8  | 8  | 7  | 7  | 6  | 5  | 3  | 2  | 2  | 2  | 4  | 5  | 6  | 5  | 3  | 5  | 5  | 6  | 7  | 7  | 7  | 6  | 7  | 7  | 7  |
| C. F. Épila        | 5  | 2  | 2  | 2  | 1  | 1  | 1  | 1  | 1  | 1  | 1  | 1  | 1  | 1  | 1  | 1  | 1  | 1  | 3  | 6  | 6  | 6  | 5  | 5  | 6  | 6  | 7  | 8  | 8  | 8  |
| C. D. Utrillas     | 10 | 14 | 12 | 13 | 14 | 14 | 15 | 15 | 15 | 14 | 12 | 11 | 12 | 12 | 10 | 11 | 9  | 10 | 13 | 13 | 12 | 11 | 11 | 12 | 11 | 11 | 9  | 9  | 9  | 9  |
| C. F. Calamocha    | 13 | 8  | 6  | 6  | 8  | 11 | 10 | 12 | 12 | 11 | 13 | 14 | 13 | 10 | 12 | 13 | 11 | 9  | 10 | 12 | 11 | 12 | 12 | 10 | 12 | 12 | 11 | 11 | 11 | 10 |
| C. D. Binéfar      | 4  | 9  | 11 | 8  | 6  | 7  | 7  | 10 | 10 | 10 | 9  | 10 | 10 | 13 | 14 | 12 | 14 | 12 | 9  | 10 | 9  | 9  | 9  | 9  | 9  | 9  | 10 | 10 | 10 | 11 |
| C. D. Caspe        | 6  | 12 | 14 | 14 | 11 | 13 | 13 | 11 | 11 | 12 | 14 | 12 | 14 | 14 | 15 | 15 | 13 | 14 | 15 | 14 | 13 | 13 | 13 | 13 | 13 | 13 | 13 | 13 | 13 | 12 |
| C. D. Cuarte       | 7  | 3  | 3  | 4  | 4  | 2  | 3  | 2  | 2  | 4  | 4  | 6  | 7  | 7  | 8  | 9  | 10 | 11 | 11 | 9  | 10 | 10 | 10 | 11 | 10 | 10 | 12 | 12 | 12 | 13 |
| Atlético de Monzón | 15 | 16 | 15 | 16 | 16 | 16 | 14 | 14 | 14 | 13 | 11 | 13 | 11 | 11 | 11 | 10 | 12 | 13 | 12 | 11 | 14 | 14 | 14 | 14 | 14 | 14 | 14 | 14 | 14 | 14 |
| C. D. Cariñena     | 14 | 15 | 16 | 12 | 13 | 12 | 12 | 13 | 13 | 15 | 15 | 15 | 15 | 15 | 13 | 14 | 15 | 15 | 14 | 15 | 15 | 15 | 15 | 15 | 15 | 15 | 15 | 15 | 15 | 15 |
| C. D. La Almunia   | 9  | 13 | 13 | 15 | 15 | 15 | 16 | 16 | 16 | 16 | 16 | 16 | 16 | 16 | 16 | 16 | 16 | 16 | 16 | 16 | 16 | 16 | 16 | 16 | 16 | 16 | 16 | 16 | 16 | 16 |

(*) Con partido(s) pendiente(s)

## Resultados
| Local \ Visitante  | ALM | BAR | BIN | CAL | CAR | CAS | CUA | EJE | EPI | HUE | ILL | LAL | MON | ROB | TAM | UTR |
| ------------------ | --- | --- | --- | --- | --- | --- | --- | --- | --- | --- | --- | --- | --- | --- | --- | --- |
| A. D. Almudévar    | —   | 1–0 | 2–0 | 1–0 | 3–2 | 1–0 | 0–1 | 3–2 | 3–2 | 0–1 | 4–0 | 2–2 | 2–1 | 0–1 | 1–2 | 0–0 |
| U. D. Barbastro    | 2–0 | —   | 2–0 | 0–2 | 3–1 | 0–0 | 0–0 | 3–3 | 2–2 | 2–1 | 2–1 | 2–0 | 0–0 | 1–2 | 3–0 | 1–1 |
| C. D. Binéfar      | 0–0 | 0–2 | —   | 1–0 | 3–1 | 0–1 | 3–0 | 2–0 | 1–4 | 1–2 | 0–1 | 0–2 | 2–1 | 0–1 | 1–1 | 3–0 |
| C. F. Calamocha    | 1–0 | 2–1 | 0–1 | —   | 2–0 | 1–1 | 0–2 | 0–0 | 1–1 | 1–0 | 0–1 | 2–2 | 2–0 | 2–0 | 0–0 | 1–1 |
| C. D. Cariñena     | 0–1 | 0–2 | 3–4 | 1–0 | —   | 1–1 | 2–1 | 0–1 | 1–1 | 0–3 | 2–3 | 4–1 | 2–1 | 3–3 | 2–1 | 1–1 |
| C. D. Caspe        | 1–1 | 1–1 | 2–1 | 1–0 | 1–1 | —   | 0–0 | 1–1 | 1–2 | 3–1 | 0–2 | 1–1 | 2–2 | 2–5 | 1–2 | 1–4 |
| C. D. Cuarte       | 2–2 | 1–1 | 2–1 | 2–0 | 2–2 | 0–0 | —   | 2–2 | 0–0 | 1–1 | 0–1 | 1–1 | 0–0 | 0–0 | 0–1 | 3–1 |
| S. D. Ejea         | 0–1 | 0–2 | 3–1 | 2–1 | 6–1 | 2–0 | 2–0 | —   | 1–0 | 1–1 | 1–1 | 1–0 | 2–1 | 2–3 | 5–0 | 1–0 |
| C. F. Épila        | 2–0 | 1–0 | 1–2 | 1–1 | 1–0 | 1–2 | 1–0 | 3–1 | —   | 0–1 | 1–2 | 0–1 | 0–0 | 3–1 | 0–2 | 1–1 |
| S. D. Huesca "B"   | 1–0 | 0–2 | 2–1 | 4–0 | 3–0 | 3–0 | 5–0 | 2–2 | 0–1 | —   | 1–2 | 3–1 | 2–1 | 1–2 | 4–1 | 3–1 |
| C. F. Illueca      | 0–4 | 2–1 | 1–1 | 0–0 | 1–1 | 0–2 | 4–1 | 1–1 | 0–0 | 0–3 | —   | 3–2 | 2–2 | 1–1 | 4–0 | 1–0 |
| C. D. La Almunia   | 2–0 | 1–4 | 1–9 | 1–2 | 7–2 | 1–1 | 0–0 | 0–2 | 0–3 | 3–4 | 0–1 | —   | 0–2 | 0–2 | 2–1 | 2–2 |
| Atlético de Monzón | 1–1 | 0–2 | 0–0 | 0–1 | 0–0 | 0–1 | 2–0 | 0–1 | 1–1 | 1–0 | 2–1 | 2–1 | —   | 0–0 | 2–0 | 1–2 |
| C. D. Robres       | 0–0 | 0–1 | 1–0 | 0–1 | 4–0 | 2–0 | 0–3 | 2–1 | 2–0 | 2–0 | 2–0 | 2–0 | 2–1 | —   | 2–1 | 4–2 |
| C. D. J. Tamarite  | 1–2 | 2–0 | 1–0 | 1–0 | 4–0 | 3–1 | 2–3 | 2–1 | 2–2 | 2–1 | 1–0 | 5–0 | 2–0 | 3–1 | —   | 0–1 |
| C. D. Utrillas     | 1–1 | 1–3 | 1–4 | 1–0 | 1–1 | 0–2 | 0–0 | 0–0 | 0–0 | 2–1 | 3–1 | 1–0 | 2–0 | 1–1 | 2–1 | —   |

## Play Off de Ascenso a Segunda Federación
|  | Semifinales                     | Semifinales                     | Semifinales                     |                 |  | Final                   | Final                   | Final                   |  |
|  | 30 de abril y 7 de mayo de 2023 | 30 de abril y 7 de mayo de 2023 | 30 de abril y 7 de mayo de 2023 |                 |  | 14 y 21 de mayo de 2023 | 14 y 21 de mayo de 2023 | 14 y 21 de mayo de 2023 |  |
|  |                                 |                                 |                                 |                 |  |                         |                         |                         |  |
|  |                                 |                                 |                                 |                 |  |                         |                         |                         |  |
|  | S. D. Huesca "B"                | 1                               | 1                               |                 |  |                         |                         |                         |  |
|  | S. D. Huesca "B"                | 1                               | 1                               |                 |  |                         |                         |                         |  |
|  | A. D. Almudévar                 | 2                               | 3                               |                 |  |                         |                         |                         |  |
|  | A. D. Almudévar                 | 2                               | 3                               | A. D. Almudévar |  |                         |                         |                         |  |
|  |                                 |                                 |                                 |                 |  |                         |                         |                         |  |
|  |                                 |                                 | S. D. Ejea                      |                 |  |                         |                         |                         |  |
|  | S. D. Ejea                      | 2                               | 0                               |                 |  |                         |                         |                         |  |
|  | S. D. Ejea                      | 2                               | 0                               |                 |  |                         |                         |                         |  |
|  | C. D. J. Tamarite               | 1                               | 1                               |                 |  |                         |                         |                         |  |
|  | C. D. J. Tamarite               | 1                               | 1                               |                 |  |                         |                         |                         |  |
|  |                                 |                                 |                                 |                 |  |                         |                         |                         |  |

## Clasificado a la Copa del Rey
| Bandera de Aragón |
| U. D. Barbastro   |
| 2º Puesto         |

Nota: Hay posibilidad de que el subcampeón se clasifique a la Copa del Rey si no es un equipo filial.